# 2013年庫克海峽地震
2013年庫克海峽地震的震級為矩震級6.5級，震央位於新西蘭馬爾堡塞登以東約20公里處的庫克海峽。根據Geonet的數據，地震發生在當地時間2013年7月21日下午5時09分30秒（协调世界时上午5時09分），震源深度為16公里。美國地質調查局也錄得此地震強度為6.5級，震源深度為17公里。地震對更廣泛的馬爾堡地區和震央東北約55公里的首都惠灵顿造成破壞，但據報僅四人受輕傷。之後在7月21日至29日期間發生數次餘震。
本次地震被認定是双地震中的首次，2013年8月16日發生第二次有相似震級的地震。

## 地震

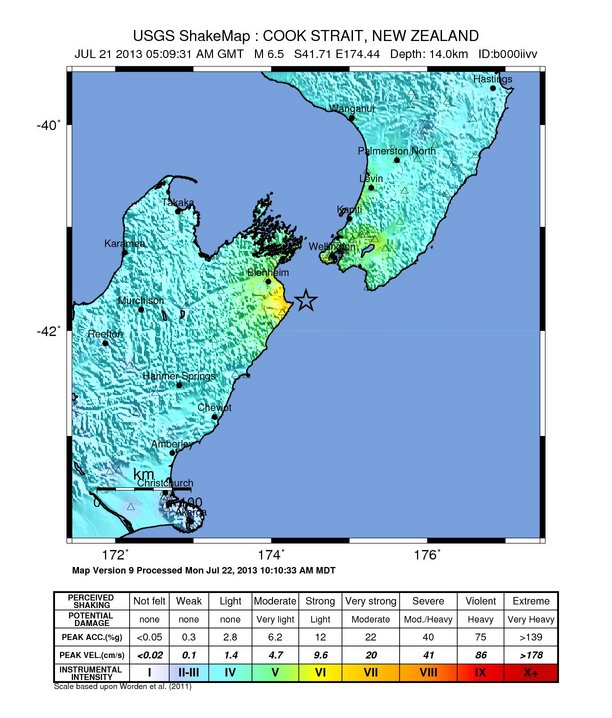
美國地質調查局有關本次地震的烈度分佈圖

### 前震
本次地震發生前發生一系列的前震，其中最大一次的震級為5.7級。
以下是2013年7月19日至21日期間該區發生的所有5.0級以上前震的列表。
| 日期（NZST）  | 時間（NZST） | 震級（MW） | 震級（Mb） | 震級（ML） | 震央             | 震源深度 |
| ------------- | ------------ | ---------- | ---------- | ---------- | ---------------- | -------- |
| 2013年7月19日 | 9:06:39 am   | 5.5        | 5.7        | 5.7        | 塞登以東約30公里 | 21公里   |
| 2013年7月21日 | 7:17:10 am   | 5.9        | 5.8        | 5.8        | 塞登以東約25公里 | 21公里   |

### 餘震
這次地震引發一系列的餘震，其中最強烈的一次為5.4級。
以下是2013年7月21日至2013年8月2日期間該區發生的所有5.0級或以上餘震的列表。
| 日期（NZST）  | 時間（NZST） | 震級（MW） | 震級（Mb） | 震級（ML） | 震央             | 震源深度 |
| ------------- | ------------ | ---------- | ---------- | ---------- | ---------------- | -------- |
| 2013年7月21日 | 5:09:30 pm   | 6.5        | 6.1        | 6.5        | 塞登以東約20公里 | 16公里   |
| 2013年7月21日 | 5:13:50 pm   |            | 5.3        | 5.2        | 塞登東北約25公里 | 14公里   |
| 2013年7月29日 | 1:07:14 am   |            | 4.9        | 5.4        | 塞登以東約15公里 | 9公里    |
| 2013年8月2日  | 12:56:13 am  |            | 4.7        | 5.2        | 塞登東南約25公里 | 12公里   |

## 破壞
地震對惠靈頓中央商務區的35棟建築物造成不同程度的破壞，被震碎的窗戶玻璃掉落到蘭姆頓碼頭、費瑟斯頓街（Featherston Street）和威利斯街的主要幹道上。北島的帕拉帕拉烏穆、懷努奧馬塔、波里魯阿和赫特谷也遭受破壞。
惠靈頓地區緊急管理辦公室於7月21日晚上啟動，北島南部的緊急管理辦公室亦已啟動。7月22日，惠靈頓中央商務區的部分地區不對外開放，以便對外牆受損且有潛在危險的建築物進行檢查。
這場持續20秒的地震造成四人受傷，窗戶在地震中被震碎、混凝土裂開，令建築物搖晃。